# Rancagua
Rancagua – miasto położone w środku Chile, stolica regionu O’Higgins. Ludność miasta według spisu z 2002 – 206971 mieszkańców.
Miasto jest siedzibą klubu piłkarskiego CD O’Higgins.
W mieście znajduje się stacja kolejowa Rancagua.
W mieście rozwinął się przemysł spożywczy oraz metalowy.

## Miasta partnerskie
- Pergamino, Argentyna
- Mendoza, Argentyna
- Rancagua, Argentyna
- Kurytyba, Brazylia
- Tonghzou, Chińska Republika Ludowa
- Miajadas, Hiszpania
- Logroño, Hiszpania
- Bergen, Norwegia
- Bielsko-Biała, Polska